# Gabi Martínez
Gabi Martínez, né en 1971 à Barcelone, est un écrivain, scénariste et voyageur espagnol.
Il est considéré comme l'un des représentants espagnols de la littérature de voyage, et a également écrit des romans d'aventures et d'investigation.

## Biographie
Gabi Martínez est né à Barcelone mais est originaire d'Estrémadure,. C'est dans cette région qu'il a passé plusieurs mois à garder des moutons et vivre dans une cabane de berger à l'occasion d'une retraite,.

## Carrière littéraire
À la suite d'un séjour au Maroc, Gabi Martínez publie son premier roman en 1999, Solo Moroquí, en espagnol : Solo marroquí. Il produit les années suivantes d'autres récits de voyages et d’autres récits de voyage, dont Diablo de Timanfaya qui suscite une controverse car traitant du risque d'éruptions affectant des bâtiments côtiers des îles Canaries.
Il fait paraître en 2005 un recueil de chroniques intitulé Una España inesperada qui le fait connaitre des lecteurs hispaniques.
En 2007, l’écrivain publie Sudd, un roman d'aventures.
En parallèle de sa carrière d'écrivain, Gabi Martínez co-écrit un documentaire de fiction nommé Ordinary boys présenté en 2008 ; il est suivi cinq ans plus tard d'Angels & Dusts, un documentaire sur un DJ barcelonais.
En 2011, l’auteur publie Solo para gigantes, un ouvrage entre biographie et investigation journalistique qui sera notamment traduit en français sous le titre Histoire vraie de l'homme qui cherchait le Yéti. C'est le premier livre de Gabi Martínez traduit dans la langue de Molière.
Après l'édition de Voy en 2014, l'homme de lettres déclare dans El País avoir atteint un palier dans l'écriture de livres de voyage.
Ainsi Martínez propose en 2017 Les Défenses, un roman avec pour personnage principal un neurologue. À la suite de cette publication, l'écrivain Mathias Énard qualifie Gabi Martínez de « maître espagnol du roman d’investigation contemporain ». En effet, l'ouvrage est un succès et est traduit en plusieurs langues. En France, Le Monde parle d'une « fine composition » dans laquelle l'auteur « instille le doute et joue avec lui ».
Deux ans plus tard sort Animaux invisibles où il propose la découverte d'animaux légendaires, disparus ou difficiles à observer, livre aussi traduit en plusieurs langues,.

## Influences
Étonnants Voyageurs indique que Gabi Martínez est familier des oeuvres de Nicolas Bouvier et de Bruce Chatwin.

## Publications
- Solo marroquí, Plaza & Janés (es), 1999
- Anticreta, Debolsillo, 1999
- Diablo de Timanfaya, Debolsillo, 2000
- Hora de Times Square, Mondadori, 2002
- Ático, Destino, 2004
- Una España inesperada, Poliedro, 2005
- Sudd, Alfaguara, 2007
- Los mares de Wang, Alfaguara, 2008
- Sudd. Novela gráfica, Glénat, 2011
- Solo para gigantes, Alfaguara, 2011Publié chez Astiberri Ediciones (es), 2012, ainsi qu'en français sous le titre Histoire vraie de l'homme qui cherchait le Yéti, Paris, Autrement, 2013.
- Voy, Alfaguara, 2014
- Las defensas, Seix Barral, 2017Publié en français sous le titre Les défenses, Paris, Christian Bourgois éditeur, 2019[7].
- Una ñ inesperada, 2017
- Animales invisibles, Nordica Libros (es), 2019Publié en français sous le titre Animaux invisibles, Paris, Le Pommier, 2021[9].

## Distinctions
- Prix Continuará 2012 de TVE Cataluña[11].
- Finaliste du Premio Internacional de Literatura de Viajes Camino del Cid (es) pour Los mares de Wang.
- Runner up du Premio Valle-Inclán (en) en tant que meilleur traduction en anglais d'un livre rédigé en espagnol.